# Georg Schentke
Georg Schentke (Krzeszyce, 23 de novembro de 1919 — Stalingrado, 25 de dezembro de 1942) foi um piloto de caça alemão da Luftwaffe e recebeu a Cruz de Cavaleiro da Cruz de Ferro durante a Segunda Guerra Mundial. A ele foi creditado com 90 vitórias aéreas.

## Carreira
Georg Schentke nasceu em 23 de novembro de 1919 na localidade de Kriescht, Marca de Brandemburgo, Alemanha e, após a conclusão de seu treinamento como piloto, foi designado para servir como Feldwebel junto ao 9./JG 3 (9º Staffel da Jagdgeschwader 3) em 1 de março de 1940. Com essa unidade ele participaria da Batalha da França, durante a qual obteve sua primeira vitória confirmada.
A partir de julho, Schentke viu-se sobre Canal da Mancha lutando contra a RAF na hoje chamada Batalha da Grã-Bretanha. Nessa dura campanha ele mais uma vez obteve um bom desempenho, derrubando outros três adversários. Mas seria com o início da Operação Barbarossa - a invasão da URSS - em 22 de junho de 1941, que ele se revelaria um habilidoso caçador. Voando como Rottenflieger (ala) do lendário ás e Schwerternträger, Walter Oesau, ele acumulou várias vitórias diante de um inimigo despreparado. Em 4 de setembro de 1941, após abater 34 aviões, o Oberfeldwebel Georg Schentke foi condecorado com a Cruz de Cavaleiro da Cruz de Ferro.
Transferido para o 2./JG 3 em 1 de março de 1942, Schentke efetuou várias missões de escolta para os aviões de transporte que entregavam os mantimentos às tropas alemãs sitiadas no Bolsão de Demiansk. No final de julho de 1942, quando já somava 71 vitórias confirmadas, ele foi transferido para o Erg.Gr. Süd (Ergänzungsgruppe Süd—Grupo de Reserva do Sul), onde serviu como instrutor. Na mesma época foi promovido a Leutnant e, em 5 de outubro de 1942, foi condecorado com a Cruz Germânica em Ouro.
Schentke retornaria à frente de combate em novembro de 1942, quando voltou ao 2./JG 3, então envolvido em missões sobre o aeroporto de Pitomnik, situado em Stalingrado. No dia 12 de dezembro de 1942, ele obteve seu melhor resultado em um dia ao abater nada menos que seis aviões inimigos (suas 78ª a 83ª vitórias). Contudo, em 25 de dezembro de 1942, Schentke abateu um Il-2 soviético, mas este colidiu contra seu Bf 109 G-2 (Werkenummer 13885—"preto 3"), forçando-o a saltar de paraquedas sobre posições soviéticas. Essa foi a última vez que foi visto.
Quando de seu desaparecimento, o Oberleutnant Georg Schentke havia alcançado um total de 90 vitórias confirmadas, 4 na Frente Ocidental e 86 na Frente Oriental, incluindo pelo menos 15 Il-2 Sturmoviks.

## Condecorações
- Cruz de Ferro (1939)
  - 2ª classe
  - 1ª classe
- Cruz Germânica (24 de setembro de 1942) como Oberfeldwebel no 9./JG 3[1]
- Cruz de Cavaleiro da Cruz de Ferro (4 de setembro de 1941) como Oberfeldwebel  e piloto do 9./JG 3[1]